# E-recruitment
E-recruitment en un término de origen anglosajón (también conocido como Internet recruiting u online recruitmen) que hace referencia a la selección y contratación de personal a través de Internet. Sus orígenes se remontan a la última década del siglo XX y su expansión ha sido incuestionable en el siglo XXI, ocupando en la actualidad un papel importante en la mayoría de grandes y medianas empresas. 
Su expansión ha estado motivada tanto por su capacidad para atraer y retener talentos, como por la rapidez y la reducción de costes que puede implicar.
A través de las técnicas y herramientas desarrollados, los encargados de la selección de los recursos humanos pueden comparar currículum vítae de candidatos y validar sus competencias y cualificación sin necesidad de contactar de forma directa y física con el interesado, realizar preselecciones más precisas y apropiadas para los puestos a cubrir a partir de la depuración de los resultados obtenidos e incluso la realización de pruebas y entrevistas personales a través del ordenador.